# Elizabeth Blackadder
Pour les articles homonymes, voir Blackadder.
Elizabeth Violet Blackadder ou Dame Elizabeth Blackadder, née le 24 septembre 1931 à Falkirk et morte le 23 août 2021 à Édimbourg, est une peintre et graveuse écossaise. Elle est la première femme élue à la fois à la Royal Scottish Academy et à la Royal Academy.

## Biographie

### Enfance
Elizabeth Violet Blackadder grandit au 7 de la rue Weir, à Falkirk. Elle est la troisième enfant de Thomas et Violet Isabella Blackadder. Fortement marquée par le manque de possibilités éducatives en tant que femme dans son enfance, sa mère s’assure de lui prodiguer la plus large éducation possible. Son père décède l’année de ses dix ans,. Elle passe une grande partie de son enfance seule, en partie à cause d'un grand appétit pour la lecture. Au cours de son adolescence, la jeune fille commence à collectionner méticuleusement les fleurs locales, compilant les spécimens en les pressant et en les étiquetant avec leurs noms latins. Une fascination réapparaît beaucoup plus tard dans ses peintures de plantes et de fleurs.

### Formation
Elizabeth Blackadder intègre le Falkirk High School. Elle affectionne particulièrement les cours d'art, mais également la dissection et le dessin de plantes lors de ses cours de botaniques. Elle passe la plus grande partie de sa sixième année dans la salle d'art de l’établissement.
En 1949, elle étudie les beaux-arts à l’université d’Edimbourg dont elle ressort diplômée en 1954. C’est à cette période qu’elle étudie l'art byzantin, l'une des influences les plus durables de son travail. Son tuteur est le peintre écossais William Gillies. Elle y rencontre également l'artiste écossais John Houston qui deviendra son mari.
Elizabeth Blackadder passe la cinquième et dernière année de son diplôme des beaux-arts à l’Edinburgh College of Art, où elle prépare sa thèse sur le peintre écossais William MacTaggart. Après l’obtention de son diplôme en 1954, elle est lauréate de la bourse Carnegie de la Royal Scottish Academy et de la bourse d'études supérieures Andrew Grant de l’Edinburgh College of Art. 
En 1956, elle se marie avec John Houston, décédé en 2008. 

### Carrière artistique
En 1954, Elizabeth Blackadder bénéficie de la bourse Carnegie pour passer trois mois à voyager en Yougoslavie, en Grèce et en Italie, où elle se concentre sur l'art byzantin. Sa première exposition personnelle a eu lieu en 1959 à la 57 Gallery, d'Edimbourg. En 1962, sa peinture, White Still Life, Easter reçoit le prix Gurtrie du meilleur travail d'une jeune artiste à la Royal Scottish Academy. 
Dans les années 1960, l’artiste développe son intérêt pour la nature morte tout en continuant à peindre des paysages de France, d’Espagne, du Portugal et d’Écosse. Elle acquiert une renommée grandissante pour ses peintures de fleurs, à l’image de la toile Flowers on an Indian Cloth. Au cours de ses voyages en France, elle s’imprègne de l’œuvre de l'artiste Henri Matisse. Cette influence l’a pousse à éclaircir sa palette de couleurs.
Dans les années 1980, elle visite le Japon à plusieurs reprises et beaucoup des peintures de cette période se trouvent marquées par ces voyages. La curiosité de la peintre pour les techniques orientales est immortalisée dans une série d'huiles et d'aquarelles montrées à la Mercury Gallery en 1991. Son désir d'éviter le dynamisme et la foule de Tokyo l’a conduit dans les jardins zen de Kyoto. À bien des égards, son travail dépeint les principes du Zen qui donnent une importance primordiale à l'idée d'espace vide. Elizabeth Blackadder voyage également aux États-Unis. Ses souvenirs de voyages sont prégnants dans nombre de ses toiles. 
Au cours de sa carrière artistique, Elizabeth Blackadder mêle différents médiums dont la peinture à l'huile, l'aquarelle, le dessin et la gravure. L’artiste collabore avec le Glasgow Print Studio, où elle travaille notamment avec des imprimeurs sur des sérigraphies de fleurs.  
Dans ses peintures et dessins de natures mortes, elle considère l'espace entre les objets avec le plus grand soin. Elle peint également des portraits et des paysages mais son travail dans les dernières années de son art se consacre majoritairement aux représentations détaillées de chats et de fleurs. Son travail est exposé à travers le monde dont à la Tate Gallery, la Galerie nationale d'art moderne d'Écosse et le Museum of Modern Art à New York,,. Une partie de son œuvre est exposé à The Scottish Gallery depuis 1961,.
Elizabeth Blackadder meurt à Édimbourg le 23 août 2021.

### Enseignement
En 1962, Elizabeth Blackadder commence sa carrière d’enseignante à l'Edinburgh College of Art, où elle restera jusqu'à sa retraite en 1986. 

## Collaborations
En 2012, Elizabeth Blackadder est choisie pour créer la carte de Noël officielle du Premier ministre écossais Alex Salmond. Ses travaux ont également été publiés sur une série de timbres de la Royal Mail.
Ancienne élève du Falkirk High School, elle a fait don d'une de ses peintures à l'école à l'occasion de son centenaire en 1986.

## Distinctions
En 1982, Elizabeth Blackadder devient la première femme nommée académicienne de la Royal Academy of Arts de Londres et de la Royal Scottish Academy. En 1989, l’artiste reçoit un diplôme honorifique de l'Université Heriot-Watt. Elle est titulaire de doctorats honoris causa de 6 universités. 
En 1992, Elizabeth Blackadder obtient l’ordre de chevalerie britannique, la plus importante reconnaissance de l'Empire britannique pour sa contribution à l'art. En 2001, elle est nommée Peintre de Sa Majesté et Limner d’Écosse, devenant ainsi membre de la maison royale d’Écosse.
L'artiste est récompensée du Edinburgh Award 2012.

## Expositions
Parmi une liste non exhaustive :

### Expositions solo
- 57 Gallery, Edinburgh, 1959
- The Scottish Gallery, Aitken Dott, Edinburgh, 1961
- Mercury Gallery, Londres, 1965
- The Scottish Gallery, Aitken Dott, Edinburgh, 1966
- Thames Gallery, Eton, 1966
- Mercury Gallery, Londres, 1967
- Reading Art Gallery and Museum, 1968
- Lane Art Gallery, Bradford, 1968
- New Paintings, Mercury Gallery, Londres, 14 octobre 1969 – 8 novembre 1969
- Scottish Arts Council Retrospective Touring Exhibition, Edinburgh, Sheffield, Aberdeen, Liverpool, Cardiff, Londres, 1981-82
- New Paintings, Mercury Gallery, Londres, 14 octobre 1988 – 19 novembre 1988
- Elizabeth Blackadder, Aberystwth Arts Centre, 8 avril 1989 – 20 mai 1989
- Elizabeth Blackadder, the Gardener Centre, Brighton, 3 juin 1989 – 8 juillet 1989
- Elizabeth Blackadder, Oriel Bangor Art Gallery, 15 juillet 1989 – 19 août 1989
- New Oils and Watercolours, Mercury Gallery, Londres, 22 mai 1991 – 22 juin 1991
- New Work, Oils and Watercolours, Mercury Gallery, Londres, 22 septembre 1993 – 23 octobre 1993
- New Oils and Watercolours, Mercury Gallery, Londres, 16 octobre 1996 – 16 novembre 1996
- Elizabeth Blackadder, Mercury Gallery, Londres, 20 octobre 1999 – 20 novembre 1999
- Paintings, Prints and Watercolours 1955-2000, Talbot Rice Gallery, Edinburgh, 28 juillet 2000 – 15 septembre 2000

### Expositions collectives
- Contemporary Scottish Painting, Toronto, Canada, 1961
- Fourteen Scottish Painters, Commonwealth Institute, Londres, 1963-1964
- Three Centuries of Scottish Painting, National Gallery of Canada, Ottawa, 1968
- The Edinburgh School, Edinburgh College of Art, 1971
- Edinburgh Ten 30, Scottish Arts Council Exhibition touring Wales, 1975
- British Paintings 1952-1977, Royal Academy, Londres, 1977
- Painters in Parallel, Scottish Arts Council, Edinburgh College of Art, 1978
- Scottish Paintings and Tapestries, Offenburg, West Germany, 1979
- The British Art Show, Arts Council of Great Britain touring exhibition, 1980
- Master Weavers, Dovecot Studios' Tapestries, Scottish Arts Council, Edinburgh, 1980
- Six Scottish Painters, Graham Gallery, New York, 1982
- Portraits on Paper, Scottish Arts Council, 1984
- One of a Kind, Glasgow Print Studio, 1985
- Still-Life, Harris Museum, Preston, 1985
- Scottish Landscapes, National Gallery of Brazil, Rio de Janeiro, 1986
- The Flower Show, Stoke-on-Trent Art Gallery, touring show, 1986
- Images of Paradise, Rainforest Fund, 1988
- Salute to Turner, National Trust, Londres, 1990
- Brush to Paper, 3 Centuries of British Watercolours, Aberdeen Art Gallery, exposition nomade, 1991
- Writing on the Wall, Tate Gallery, Londres, 1993
- The Line of Tradition, National Gallery of Scotland, 1993
  - Celebration, Hunterian Art Gallery, Université de Glasgow, 1999
- Liberation and Tradition, Scottish Art 1963-1975, Aberdeen Art Gallery, McManus Gallery, Dundee, 1999